# 弗爾特采什蒂鄉
44°47′N 24°00′E / 44.783°N 24.000°E
弗爾特采什蒂鄉（羅馬尼亞語：Fârtățești）是羅馬尼亞的鄉份，位於該國西南部，由沃爾恰縣負責管轄，處於布加勒斯特以西170公里，每年平均降雨量1,040毫米，海拔高度301米，2002年人口4,372。